# 克里斯·伊科諾米迪斯
克里斯·伊科諾米迪斯（希臘語：Χριστός Οικονομίδισ，1995年5月5日—）是一位澳大利亞足球運動員。現效力於澳職球隊墨爾本勝利。在場上他主要司職攻擊性中場。2013年，他轉會至拉素。

## 外部連結
- Chris Ikonomidis（页面存档备份，存于） Soccerway